# Дерепа Сергій Павлович
Сергі́й Па́влович Дере́па (нар. 22 вересня 1955 — 26 січня 2019) — український журналіст та спортивний коментатор, заслужений журналіст України, лауреат нагороди «Золотий мікрофон» (2000).

## Біографія
Сергій Дерепа народився 22 вересня 1955 року.
У дитинстві він захоплювався футболом і займався у спецгрупі київського «Динамо» (тренер — Євген Котельников).
Освіту здобув на російському відділенні філологічного факультету Київського державного університету імені Т. Г. Шевченка.
По тому став співробітником відділу новин Українського радіо, де працював два з половиною роки.
У 1980 році на республіканському телебаченні з'явилось одне вакантне місце. Як розповідав Сергій Дерепа, він прийшов на співбесіду до головного редактора і його взяли на роботу. Він почав працювати у спортивній редакції з 1 лютого 1980 року. Працював над матеріалами для інформаційних передач, що, за його словами, давало можливість професійного зростання. Коментаторську роботу почав із Літніх Олімпійських ігор 1980 року в Москві.
Сергій Дерепа коментував футбольні матчі та інші спортивні події на УТ-1 (тепер — UA: Перший). Залучався до коментування хокейних, баскетбольних матчів, змагань з регбі, важкої атлетики, а також Олімпійських ігор. Працював спортивним коментатором близько 30 років.
За свою діяльність нагороджений відзнакою «Золотий мікрофон» у 2002 році, відзнакою Федерації футболу України «За вагомий внесок у розвиток українського футболу», яку отримав першим серед українських спортивних коментаторів, а також був почесним працівником національного телебачення України.
В останні роки життя Сергій Дерепа хворів.
Помер Сергій Дерепа 26 січня 2019-го у віці 63 років. За словами його друга, Валентина Щербачова, у Сергія відірвався тромб. Прощання відбулося 29 січня 2019 року. У нього залишилися дружина, донька й онука.

## Нагороди та відзнаки
- Заслужений журналіст України
- «Золотий мікрофон» (2002)[3]
- відзнака Федерації футболу України «За вагомий внесок у розвиток українського футболу»
- Почесний працівник національного телебачення України